# Matthew Holness
James Matthew Hоlness (ur. 1975) – brytyjski satyryk i aktor, największą sławę przyniosła mu rola fikcyjnego pisarza i aktora Gartha Marenghi.

## Dzieciństwo i edukacja
Urodził się w miejscowości Whitstable, w hrabstwie Kent; uczęszczał do szkoły średniej w Canterbury i studiował na kolegium Trinity Hall w Cambridge. Jako członek amatorskiej grupy teatralnej Footlights wystąpił na endynburskim festiwalu sztuki The Fringe w połowie lat dziewięćdziesiątych. Współpracował z takimi osobami jak David Mitchell, Robert Webb i Richard Аyоаdе. Zaocznie zdobył tytuł magistra.

## Kariera
Jego pierwszą poważną rolą była postać Boba Fossila w serialu The Mighty Boosh. 
W telewizji zadebiutował w roku 2000, na kanale BBC Choice w serialu Bruiser.
W tym samym roku jego serial (współtworzony z Richardem Ayoade) Garth Marenghi’s Fright Knight  został nominowany do nagrody Perrier Award, którą rok później przyznano drugiemu sezonowi serialu - Garth Marenghi’s Netherhead.
W 2004 roku Channel 4 wyemitował komedię Garth Marenghi’s Darkplace. Pomimo uznania krytyków i popularności w Internecie serial nie cieszył się wysoką oglądalnością. Większą sławę przyniosła mu rola Simona w serialu Biuro.
Jako komik Holness wciela się w postać Merrimana Weira – gitarzystę i piosenkarza ludowego, który występuje w małych londyńskich klubach i innych miastach Wielkiej Brytanii. Merriman Weir pojawił się jako gość w pilotażowym odcinku Man to Man with Dean Learner (2005), gdzie udzielił wywiadu Deanowi Learnerowi - postaci granej w The Darkplace przez Richarda Аyoade.
Sukces tego odcinka zainspirował aktorów to napisania całego sezonu Man to Man with Dean Learner (6 odcinków), który został nagrany na przełomie maja i czerwca 2006 roku w Teddington studios i wyemitowany w telewizji naziemnej w piątek 20 października 2006 roku o godzinie 23:05 na kanale Channel 4. W każdym z odcinków Holness grał rolę innego gościa Deana Learnera (chociaż odcinek z Merrimanem Weirem został nagrany jako pierwszy, wyemitowano go jako czwarty w serii).
W 2006 roku Holness pojawił się na kanale BBC Two w komediowym programie Time Trumpet. W 2009 roku wystąpił na kanale Channel 4 w serialu Free Agents.
W 2010 roku zagrał w filmie Ricky'iego Gervaisa i Stephena Merchanta Cemetery Junction. W 2011 roku dostał niewielką rolę w pierwszym odcinku sitcomu Friday Night Dinner jako Chris Parker.
W 2011 roku pojawił się w Life's Too Short, sitcomie napisanym przez Ricky’ego Gervaisa i Stephena Merchanta. Rolę główną zagrał Warwick Davis.

### Role serialowe
| Rok  | Programy                     | Rola           | Uwagi                                             |
| ---- | ---------------------------- | -------------- | ------------------------------------------------- |
| 2000 | Bruiser                      | Różne Role     | 6 odcinków Współtwórca scenariusza                |
| 2002 | Biuro                        | Szymon         | 1 odcinek                                         |
| 2004 | Garth Marenghi’s Darkplace   | Garth Marenghi | 6 odcinków Współtwórca scenariusza                |
| 2005 | Casanova                     | Właściciel     | 1 odcinek                                         |
| 2006 | Time Trumpet                 | On sam         | 6 odcinków                                        |
| 2006 | Man to Man with Dean Learner | Różne Role     | 6 odcinków Także Scenarzysta/Producent Wykonawczy |
| 2009 | Wolny Agent                  | Dan Mckee      | 6 odcinków                                        |
| 2011 | Obiady piątkowe              | Chris          | 1 odcinek                                         |
| 2011 | Życie jest zbyt krótkie      | Jan Wald       | 3 odcinki                                         |
| 2014 | Toast z Londynu              | Max Krokowego  | 1 odcinek                                         |
| 2017 | Back                         | Lori           | 2 odcinka                                         |

### Filmografia
W 2012 roku napisał scenariusz i wyreżyserował sztukę The Snipist dla kanału Sky Arts. Tytułową rolę odegrał Douglas Henshall, który w latach 1970. chroni obywateli Wielkiej Brytanii przez plagą wścieklizny. W sztuce wystąpił także John Hurt.
W 2017 roku zagrał w filmie Simona Blackwella „Black”.
- Festival (2005) – Roger
- Cemetery Junction (2010) – Lider Grupy
- A Gun for George (2011) – Terry Fincha
- The Snipist (2012)